# Lý Thái Tông
Lý Thái Tông (Chữ Hán: 李太宗, * 29. Juli 1000 in der Duyên-Ninh-Pagode, Provinz Ninh Bình, Đại Cồ Việt; † 3. November 1054 in der Zitadelle Thăng Long), Geburtsnamen Lý Phật Mã (李佛瑪) oder Lý Đức Chính (李德政), war von 1028 bis 1054 Herrscher des Reiches Đại Cồ Việt (大瞿越) auf dem Gebiet des heutigen Nordvietnams und zweiter Kaiser der Lý-Dynastie.
Lý Thái Tông galt als talentierter, erfolgreicher und humaner Kaiser. Er festigte die Macht der Lý-Dynastie durch eine Friedenspolitik, wobei Prinzessinnen mit Beamten und Stammeshäuptern in den entlegenen Gebieten vermählt wurden. Unter seiner Herrschaft wurden Rebellionen wie die von Nong Zhigao unterdrückt und Kampagnen gegen Champa siegreich geführt. Er leitete zudem auch die Hundertjährige Blütezeit (Chữ Hán: 百年盛世, Bách niên Thịnh thế) ein, die als Blütezeit der Lý-Dynastie galt. Diese Periode legte den Grundstein für die erfolgreiche Entwicklung künftiger Generationen der Lý-Kaiser.

## Frühe Lebensjahre
Lý Phật Mã wurde am 29. Juli 1000 in Hoa Lư, Ninh Bình, während der Herrschaft von König Lê Hoàn geboren, als sein Vater Lý Công Uẩn Beamter des kaiserlichen Hofes war. Seine Mutter war Lê Thị Phất Ngân, die Tochter von Lê Hoàn und die Kaisergemahlin Dương Vân Nga. Er war somit der Enkel von Lê Hoàn und Dương Vân Nga. Als er neun Jahre alt war, wurde Lý Công Uẩn der neue Herrscher von Đại Cồ Việt. Um 1010 begleitete er seinen Vater (Lý Công Uẩn/Lý Thái Tổ) bei der Verlegung der Hauptstadt von Hoa Lư nach Thăng Long.
Im Alter von 13 Jahren (1012) wurde Lý Phật Mã zum Kronprinzen des Ostpalastes (viet. Đông cung Thái tử) ernannt und erhielt den Titel Khai Thiên vương (Chữ Hán: 開天王, Prinz Khai Thiên). Er errichtete einen Palast außerhalb des inneren Palastes, um mit den Mandarinen zusammenzuarbeiten und das Leben des Volkes näher kennenzulernen. Während seiner Zeit als Kronprinz wurde er zum General ernannt, um Rebellionen zu unterdrücken. Im Jahr 1020 marschierte Phật Mã als Kronprinz mit seiner Armee nach Süden durch Thanh Hóa. Er begegnete dem Geist des Berges Trống Đồng, der ihm versprach, ihm bei seinem Feldzug zu helfen. Phật Mã eroberte Champa erfolgreich, tötete den Champa-Kommandanten und vernichtete die Hälfte der Champa-Armee. Um 1023 führte er einen Angriffsfeldzug auf Phong Châu. Im Jahr 1025 griff er Diễn Châu an und erzielte glorreiche Erfolge, worüber sich Kaiser Lý Thái Tổ sehr freute. Lý Phật Mã war in der ganzen Hauptstadt berühmt. Er war gutherzig, intelligent und bewandert in Literatur und Kampfkunst. Außerdem war er talentiert in den sechs Künsten (Rechnen, Schreiben, Bogenschießen, Wagenlenken, Musik und Riten).

## Krise der drei Prinzen
Im Jahr 1028 starb Lý Thái Tổ im Alter von 55 Jahren unter dem posthumen Titel Thần Vũ hoàng đế (神武皇帝) und wurde im kaiserlichen Grab Thọ Lăng beigesetzt.
Bei der Beerdigung von Lý Thái Tổ erwarteten die meisten Mandarine, dass Kronprinz Lý Phật Mã (Prinz Khai Thiên) den Thron besteigen würde. Jedoch lehnten drei seiner Brüder, Prinz Đông Chinh (Đông Chinh vương), Prinz Dực Thánh (Dực Thánh vương) und Prinz Vũ Đức (Vũ Đức vương), diese Entscheidung jedoch ab und griffen den Kaiserpalast mit ihren eigenen Armeen an, um den Thron von Prinz Khai Thiên an sich zu reißen.
Als Lý Phật Mã das Komplott entdeckte, befahl er, alle Palasttore zu schließen und stellte Wachen zum Schutz auf. Sein Berater Lý Nhân Nghĩa riet ihm jedoch, sich gegen die Prinzen zu stellen. Lý Phật Mã beschloss, Lý Nhân Nghĩa und Lê Phụng Hiểu die kaiserliche Armee in den Kampf gegen seine Brüder führen zu lassen. Lý Nhân Nghĩa und Lê Phụng Hiểu besiegten die drei Prinzen, wobei Vũ Đức vương von Lê Phụng Hiểu erschlagen wurde, während die Prinzen Đông Chinh vương und Dực Thánh vương entkommen konnten. Anschließend bestieg Lý Phật Mã den Thron und nahm den Tempelnamen Lý Thái Tông an. Er begnadigte alle, die sich ihm entgegenstellten. Seine Brüder, Đông Chinh vương und Dực Thánh vương, wurden begnadigt und konnten ihre früheren Ämter wieder nachgehen. Der Kaiser erließ eine Verordnung, die die Regierungsbeamten dazu verpflichtete, jährlich einen Treueschwur abzulegen. Wer sich dieser Verordnung widersetzte, wurde mit schweren Strafen belegt.

## Herrschaft
Nachdem er den Thron bestiegen hatte, führte Lý Thái Tông persönlich eine Expedition gegen seinen dritten rebellischen Bruder in Hoa Lư an. Als seine Herrschaft sicherer wurde, begann Thái Tông, seinen unkonventionellen Regierungsstil zu demonstrieren.

### Militärwesen
Kaiser Lý Thái Tông war ein Mann von Naturtalent, der sich in allen Künsten auskannte und geschickt im Militärwesen war. Zu einer Zeit, als es im Land viele Unruhen gab, führte er oft persönlich die kaiserlichen Truppen in den Kampf in den östlichen und nördlichen Gebiete Vietnams. Zu dieser Zeit ernannte der Kaiser keine Gouverneure, wobei alle militärische und zivile Angelegenheiten in den Provinzen von den hochrangigen Beamten anvertraut wurden. Die Bergregionen wurden von den Stammeshäuptlinge verwaltet. Da die Macht der Stammeshäuptlinge so groß war, kam es oft zu Unruhen und Rebellionen. Außerdem verursachten Nachbarländer wie Champa und Ai Lao (das heutige Laos) oft Chaos, sodass es während der Herrschaft von Lý Thái Tông zu vielen militärischen Auseinandersetzungen kam.

#### Kampagnen gegen Champa und Ai Lao
Seit der Thronbesteigung von Lý Thái Tông um 1028 weigerte sich das Nachbarland Champa, Đại Cồ Việt Tribut zu zahlen. Als Kaiser Lý Thái Tông dies sah, bereitete er Truppen und Schiffe für einen Angriff auf Champa vor.
Im Jahr 1044 marschierte Thái Tông mit seiner Armee auf dem Seeweg in Champa ein. Nachdem die vietnamesische Flotte 950 km über das Meer gesegelt war, griff sie Champa an und der Cham-König Jaya Simhavarman II. wurde getötet. Die Đại Cồ Việt-Truppen erbeuteten 5.000 Gefangene, dressierte Elefanten, Gold, Jade und andere Schätze bei dieser Kampagne. Die Cham-Gefangenen ließen sich in Nghệ An nieder, lebten in Dörfern im Cham-Stil und wurden entweder persönliche Diener der kaiserlichen Elite oder arbeiteten für religiöse Einrichtungen. Sie trugen auch zum Bau religiöser Gebäude bei, was durch Tausende von Ziegeln aus Ba Đình belegt ist, die die Cham-Schrift tragen.
Im September 1048, im fünften Jahr der Ära Thiên Cảm Thánh Vũ, erhielt General Phùng Trí Năng den Befehl von Lý Thái Tông, Truppen zum Angriff auf Ai Lao anzuführen. Viele Menschen und Viehbestände von Ai Lao wurden von der Đại Cồ Việt-Armee gefangen und genommen.

### Innenpolitik
Obwohl Kaiser Lý Thái Tông in militärische Konflikte verwickelt war, vernachlässigte er die Innenpolitik nicht. Insbesondere erwies er sich als Kaiser gegenüber seinem Volk. In Fällen von Hungersnot und Krieg reduzierte er die Steuern für das Volk um zwei bis drei Jahre. Zudem wurden ausländische Kaufleute untergebracht und Handel in den Bergregionen ermöglicht.
Im Februar 1038 ging Kaiser Thái Tông persönlich zur Bồ-Hải-Mündung, um die Tịch điền-Pflügezeremonie durchzuführen. Er opferte Shennong und nach der Opfergabe ging er persönlich mit dem Pflug auf das Feld. Die Beamten warnten: „Das ist die Aufgabe der Bauern, warum muss Eure Majestät das tun?“ Thái Tông antwortete: „Wenn ich mich nicht selbst auf dem Feld pflüge, wie kann ich dann Klebreis anbieten. Was kann ich dafür machen, dass die Leute mir folgen?“ Nachdem er seine Rede beendet hatte, pflügte der Kaiser den Pflug drei weitere Male.
Im Jahr 1040 befahl Kaiser Thái Tông, den gesamten Brokat aus China im Palast zu verwenden, um Gewänder für die Mandarinen herzustellen. Ab der fünften Klasse waren es Brokatgewänder, ab der neunten Klasse waren es Stoffgewänder. Thái Tông verteilte den gesamten Brokat und brachte den Hofdamen, wie Brokatgewebe gewebt wurden. Von da an spezialisierte sich der kaiserliche Hof auf die Verwendung selbst hergestellter Waren und nicht mehr auf chinesische Waren.

### Religiöse Aktivitäten
Kaiser Lý Thái Tông war seit seiner Jugend ein frommer Mahayana-Buddhist. Im Jahr 1040 beauftragte er Silberschmiede, mehr als 1.000 Statuen und mehr als 1.000 Buddha-Gemälde zu verzieren. Thái Tông engagierte sich direkter in der buddhistischen Gemeinschaft als sein Vater. Er interagierte mit einer Vielzahl von Mönchen und versuchte, ihre unterschiedlichen Meinungen anzunehmen und zu respektieren, darunter auch jene aus Indien und China.
Während der Herrschaft von Lý Thái Tông wurde die Einsäulenpagode im Oktober 1049 eingeweiht.

## Tod
Im Juli 1054, im sechsten Jahr der Regierungsdevise Sùng Hưng Đại Bảo, erließ Kaiser Lý Thái Tông ein Dekret, das Kronprinz Lý Nhật Tôn erlaubte, an offiziellen Angelegenheiten teilzunehmen.
Im September 1054 verschlechterte sich der Gesundheitszustand des Kaisers. Am 3. November 1054 verstarb Kaiser Lý Thái Tông im Alter von 54 Jahren im Trường-Xuân-Palast, nachdem er das Land 27 Jahre lang regiert hatte. Er erhielt den Tempelnamen Thái Tông und sein posthumer Name ist nicht in den Geschichtsbüchern verzeichnet.
Nach dem Tod von Lý Thái Tông bestieg Kronprinz Lý Nhật Tôn den Thron und wurde zum Kaiser Lý Thánh Tông gekrönt.